# Nick Beer
Nick Beer (ur. 17 września 1987 w Interlaken) – szwajcarski kolarz górski, trzykrotny medalista mistrzostw Europy.

## Kariera
Największy sukces w karierze Nick Beer osiągnął w 2009 roku, kiedy zwyciężył w downhillu podczas mistrzostw Europy w Zoetermeer. Na rozgrywanych rok później ME w Hajfie zdobył srebrny medal w tej samej konkurencji, przegrywając tylko z Robinem Wallnerem ze Szwecji. Ponadto podczas ME w St. Wendel w 2008 roku zajął trzecie miejsce, za dwoma Francuzami: Florentem Payetem i Damienem Spagnolo. Nie zdobył medalu na mistrzostwach świata. W latach 2011 i 2013 zdobywał mistrzostwo Szwajcarii.